# Friedrich Lützow
Pour les articles homonymes, voir Lützow.
Friedrich Johannes Martin Lützow (né le 31 août 1881 à Neuendorf bei Potsdam, mort le 1er novembre 1964 à Celle) est un vice-amiral et écrivain militaire allemand.

## Biographie
Friedrich, appelé Fritz, est le troisième enfant de Friedrich Herrmann Gottlieb Lützow et de son épouse Luise Johanna Elisabeth (appelée Elise) Knauß. Elle est la fille du facteur de claviers Heinrich Knauß à Coblence. Il grandit à Neuendorf, Falkenhagen et Kremmen. De 1893 à 1896, il fréquente un gymnasium à Francfort-sur-l'Oder puis jusqu'en 1899 à Berlin.
En voyant l'uniforme de cadet de son frère Hermann Heinrich Wilhelm (plus tard premier officier sur le SMS Nassau et capitaine de frégate à l'office du Reich à la Marine), il s'engage le 10 avril 1899 dans la Kaiserliche Marine. Après des années de formation à bord des navires-écoles, comme le SMS Charlotte, il est promu Leutnant zur See le 27 septembre 1902. Il sert ensuite sur des torpilleurs et des sous-marins. Début 1909, il est commandant du U-2. Otto Weddigen est sous son commandement. Du 1er juillet 1909 au 18 mars 1910, il commande le U-4. De 1911 à 1913, il suit une formation pour être amiral à l'académie de marine de Kiel. En juillet 1913, il est officier navigateur sur le SMS Victoria Louise.
Après le déclenchement de la Première Guerre mondiale, le navire part en mer Baltique pour prévenir l'entrée de sous-marins ennemis. En octobre 1914, il arrête plusieurs sous-marins britanniques et reçoit la Croix de fer. En octobre 1914, il assiste le capitaine de corvette Hermann Bauer. Il est tour à tour à Wilhelmshaven et sur le SMS Hamburg. Le 31 mai 1916, il participe à la bataille du Jutland, où il reçoit quelques coups. Une grenade explose près de lui et lui laisse une surdité. Le commandant de Hamburg étant blessé, il doit ramener le navire à son port, où on le croyait perdu. Il reçoit l'estime de l'empereur.
En 1917, il est affecté à la flottille de sous-marins à Pula, en Méditerranée, où il reste jusqu'à la fin de la guerre. Le pasteur Martin Niemöller est un soldat de cette flottille. En février 1919, il revient en mer du Nord. Lors de la création de la Reichsmarine, il est nommé chef de service à la Marinearchiv (de). En 1924, il est nommé commandant du Hamburg qui doit faire ses premiers voyages internationaux. Mais Lützow se déclare malade et démissionne. Il est classé commandant de la station en mer du Nord. Le 28 septembre 1927, il est instructeur puis rejoint le ministère de la Marine. Il démissionne à nouveau le 31 mars 1929 avec le titre de contre-amiral, cependant il reste dans le service stratégique.
En octobre 1936, il signe un contrat privé pour trois ans avec l'Académie navale turque à Istanbul.
Au début de la Seconde Guerre mondiale, il se rengage dans la Marine et travaille à la propagande du ministère allemand. Il est un porte-parole et chaque mercredi soir, il explique à la radio la puissance navale allemande et commente les événements de la guerre marine. En février 1943, il est promu vice-amiral.
À la fin de la guerre, il doit d'après l'ordre de l'Oberkommando der Marine partir de Pinnow vers Plön pour fuir à l'est. Il se rend à Dornhöhe, près de Schleswig, où vit sa bru Rosemarie avec ses enfants, puis ses deux filles, Charlotte et Hildegard. Le 8 mai 1945, il est fait prisonnier par les Britanniques.
Il est interné en Belgique et subit une lourde opération. Il est transféré le 26 mai 1946 dans un train-hôpital en Allemagne et reste dans un hôpital militaire près de Lippstadt. Le 15 octobre 1946, il va au camp de prisonniers de Munster et est libéré le 25 juin 1947. Il revient à Dornhöhe et devient un conférencier très prisé et un enseignant de latin et d'orthographe. En août 1948, il est victime d'un accident vasculaire cérébral, dont il se soigne à Flensbourg et Plön. En 1949, une pension lui est attribuée, ce qui donne le temps pour se mettre à l'écriture. En 1951, sa famille s'installe à Bad Salzuflen puis à Hermannsburg, près de Celle.
Il écrit plusieurs ouvrages sur les batailles maritimes de la Première Guerre mondiale, plus particulièrement sur les sous-marins, en collaboration avec Hermann Bauer.
Famille
Le 29 avril 1908, Friedrich Lützow épouse Hildegard Kinzel, la fille de Karl Kinzel, un directeur d'école privé à Berlin, après sept ans de fiançailles, conformément au règlement militaire. Le couple a cinq enfants :
- Werner (1909-1943), capitaine de corvette pendant la Seconde Guerre mondiale, il meurt à bord du sous-marin S 88 dans l'estuaire de la Tamise[1]
- Elisabeth Charlotte (1911-1988)
- Günther Friedrich (1912-1945), pilote de chasse et colonel durant la Seconde Guerre mondiale
- Hildegard (1916-2003)
- Joachim (1917-2001), lieutenant durant la Seconde Guerre mondiale, commandant du dragueur de mines M4

## Récompenses et distinctions
- Ordre de l'Aigle rouge 4e classe
- Chevalier de l'Ordre d'Albert
- Chevalier de l'Ordre de Hohenzollern
- Croix de fer de 1re classe
- Croix hanséatique de Hambourg
- Croix de Frédéric-Auguste 1re classe